# Unibuffel
Unibuffel —  бронетранспортер з протимінним захистом збройних сил Шрі-Ланки.

## Історія виробництва
Хоча машина й візуально схожа на південно-африканський
Buffel, вона побудована виключно силами підрозділу Sri Lanka Electrical and Mechanical Engineers (SLEME) Армії Шрі-Ланки. Використовується військами Шрі-Ланки як бронетранспортер захищений від вибухів мін та саморобних вибухових пристроїв (MRAP), у зв'язку з чим Unibuffel відігравав важливу роль у громадянській війні на Шрі-Ланці. Unibuffel - це покращена версія бронетранспортера «Унікон», який був також побудований силами корпусу SLEME. Понад 53 бронетранспортери Unibuffel були виготовлені з 2006 року. Завдяки дизелю ТАТА машина може легко їздити по пересіченій місцевості. Вартість однієї машини — близько 4 мільйонів рупій.

## Оператори
- Шрі-Ланка[2]